# Paramore
Paramore is een Amerikaanse rockband uit Franklin, Tennessee, die ontstaan is in 2004. De band bestaat momenteel uit Hayley Williams (leadzangeres), Taylor York (gitarist) en Zac Farro (drummer). Het debuutalbum All We Know Is Falling werd in 2005 uitgebracht. Het tweede album Riot! kwam uit in 2007 en met dit album hebben ze meerdere gouden en platina platen behaald. Het derde album Brand New Eyes kwam uit in 2009 en is op dit moment het album waarmee ze hun op een na hoogste stand behaald hebben in de hitlijsten. Het vierde album Paramore kwam uit in 2013. Met het nummer Ain't It Fun wint de band een Grammy Award, voor Best Rock Song. Na een pauze van twee jaar kwam op 12 maart 2017 hun vijfde studioalbum uit, genaamd After Laughter. Dit album heeft een andere sound dan de eerdere albums.

## Geschiedenis

### 2002-04: Het begin van de band
In 2002 verhuisde Hayley Williams op 13-jarige leeftijd van Meridian, Mississippi naar Franklin, Tennessee, waar ze de broers Josh en Zac Farro ontmoette op een wekelijks programma voor studenten met thuisscholing. Kort nadat ze arriveerde, begon ze met zanglessen van Brett Manning. Voor het vormen van Paramore zaten Hayley en Jeremy samen met een vriend, Kimee Read, in een funkcoverband genaamd The Factory, terwijl Josh en Zac samen oefenden na school. De andere leden van wat snel Paramore zou zijn, waren nogal geprikkeld wat betreft het hebben van een vrouwelijke leadzangeres, maar omdat ze goede vrienden waren begon Hayley met het schrijven van nummers voor de broers. Hayley heeft over haar eerste ontmoeting met de jongens het volgende gezegd: "Ze waren de eerste mensen die ik ontmoet heb, die net zo gepassioneerd waren over muziek als ik dat was.” De band is officieel gevormd in 2004 door Josh Farro (leadgitarist en achtergrondzang), Zac Farro (drummer), Jeremy Davis (bassist) en Hayley Williams (leadzangeres) waar later de buurjongen van Hayley, Jason Bynum (gitarist) nog aan toegevoegd werd. Jeremy was in eerste instantie verbaasd over het feit dat de drummer pas 12 jaar oud was. Hij gaf toe dat hij "heel heel heel heel erg weinig geloof had in iedereen in de band vanwege hun leeftijd. Hij herinnert zich nog dat hij dacht 'dit gaat niet werken want deze jongen is veel te jong', maar de eerste oefendag was geweldig, ze waren zeker op de goede weg". Volgens Hayley komt de naam Paramore van de geboortenaam van de moeder van een van hun eerste basspelers. Toen de groep de betekenis leerde van het woord Paramour (namelijk "geheime aanbidder") hebben ze besloten om de naam te gebruiken, gespeld als Paramore.

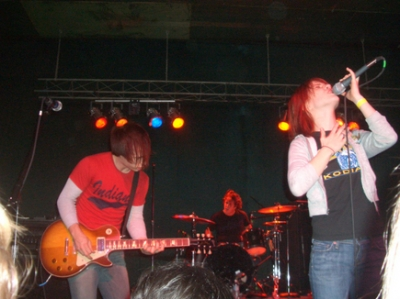
Josh Farro, Zac Farro en Hayley Williams in 2005

Hayley was origineel ingeschreven bij Atlantic Records als een soloartiest, in 2003. Ze was geïntroduceerd bij Atlantic A&R Tom Storms via Kent Marcus en Jim Zumwalt, advocaten van de managers Dave Steunebrink en Richard Williams, en werd uiteindelijk ingeschreven bij Atlantic door Jason Flom. Dave Steunebrink en Richard Williams hebben haar uiteindelijk ontdekt en ingeschreven bij een productiedeal die later is uitgebracht door Atlantic. Het oorspronkelijke plan van de platenlabel was om haar te veranderen in een popzangeres, maar Hayley weigerde dit omdat ze alternatieve rock wilde spelen met een band. In een interview met HitQuarters vertelde de bands A&R van Atlantic, Steve Robertson, dat ze zeker wilde weten dat ze niet naar haar keken als een standaard popprinses. Ze wilde zeker weten dat zij en haar band de kans kregen om te laten zien wat ze konden als een rockband, terwijl ze hun eigen nummers schreven. De Label Staff besloot uiteindelijk om in te stemmen met haar wensen. Het originele managementteam van de band bestond toen uit Dave Steunebrink, Creed Manager Jeff Hanson en Hansons assistent Mark Mercado.
Het was officieel de bedoeling dat Paramore hun muziek zou uitbrengen op het platenlabel Atlantic Records, maar hun marketingteam besloot dat het beter zou zijn voor het imago van de band om ze niet aangesloten te hebben bij een grote platenmaatschappij. In plaats daarvan gaven ze hun muziek uit via een kleinere platenlabel, genaamd Fueled by Ramen. Lyor Cohen, hoofd van de Warner Music Group, had Fueled by Ramen al aangesteld als een platenmaatschappij waar ze een partnerschap mee moesten beginnen en er werd besloten dat de rock label een perfecte match zou zijn voor Paramore. Volgens Robertson wist de ceo van Fueled by Ramen, John Janick, gelijk wat hij met de band moest toen de band aan hem geïntroduceerd werd. Janick ging naar een Taste of Chaos optreden in Orlando, Florida, om de band live te zien optreden. In april 2005, na een kleiner, privéoptreden in een warenhuis, werd de band ingeschreven bij Atlantic Record en Fueled by Ramen.
Het eerste nummer dat de band samen schreef was "Conspiracy". Dit nummer is later gebruikt op hun debuutalbum. In 2004 waren ze een opvallende band bij Purple Door. Op dit moment waren ze aan het toeren in het zuidoosten, meestal heen en weer gereden door de ouders van Hayley.

### 2005-06: All We Know Is Falling
Paramore reisde terug naar Orlando, Florida, maar kort na aankomst verliet Jeremy Davis de band om persoonlijke redenen. De overgebleven vier leden van Paramore gingen verder met het album. Ze schreven "All We Know" over zijn verlaten van de band en besloten later "All We Know Is Falling" te baseren op het concept van "All We Know". De voorkant van het album liet hun verdriet zien, zoals Hayley Williams uitlegt: "De bank op de cover van All We Know is Falling laat zien dat er niemand op zit, en de schaduw die wegloopt; het gaat allemaal over Jeremy die ons verlaat en het voelt voor ons alsof er een lege plek is." Het opnemen duurde drie weken en het promotiemateriaal bevatte alleen de vier overgebleven bandleden.
Voor de tour voegde de band John Hembree (bassist) toe aan de opstelling om de plek van Jeremy Davis in te nemen. Tijdens die zomer was Paramore een aanbevolen band bij the Shira Girl-stage van de Warped Tour in 2005. Jeremy Davis kwam, nadat de band hem gevraagd had, weer terug bij Paramore, na een pauze van vijf maanden. Hij verving John Hembree. "All We Know Is Falling" werd uitgebracht op 24 juli 2005 en bereikte de 30ste plaats op de Billboard's Heatseekers-hitlijsten. Paramore bracht "Pressure" uit als hun eerste single, met een video geregisseerd door Shane Drake, maar het nummer kwam niet in de hitlijsten. In juli werd "Emergency" uitgebracht als hun tweede single, weer geregisseerd door Shane Drake, met Hunter Lamb op de ritmische gitaar, die Jason Bynum verving. De video liet Paramore zien in een ander optreden, dit keer met bloederige kostuums. Hun derde single, "All We Know", werd uitgegeven met gelimiteerde zendtijd; de video bestond uit een collectie van live-optredens en backstagemateriaal.
In januari 2006 nam de band deel aan de Winter Go West-tour, waar ze samen speelden met de bands Amber Pacific en The Lashes uit Seattle. In februari was Hayley Williams een aanbevolen artiest op "Keep Dreaming Upside Down" door October Fall. In de lente van 2006 was Paramore een openingsact op de hoofdacts van de tours van zowel Bayside en niet veel later ook The Rocket Summer. Ze toerden in het Verenigd Koninkrijk van 5 oktober 2006 tot en met 15 oktober 2006, waar ze eindigden in Londen bij The Mean Fiddler. Daarna coverde de band "My Hero" van de Foo Fighters, voor de Sound of Superman-soundtrack, die uitgegeven werd op 26 juni 2006.

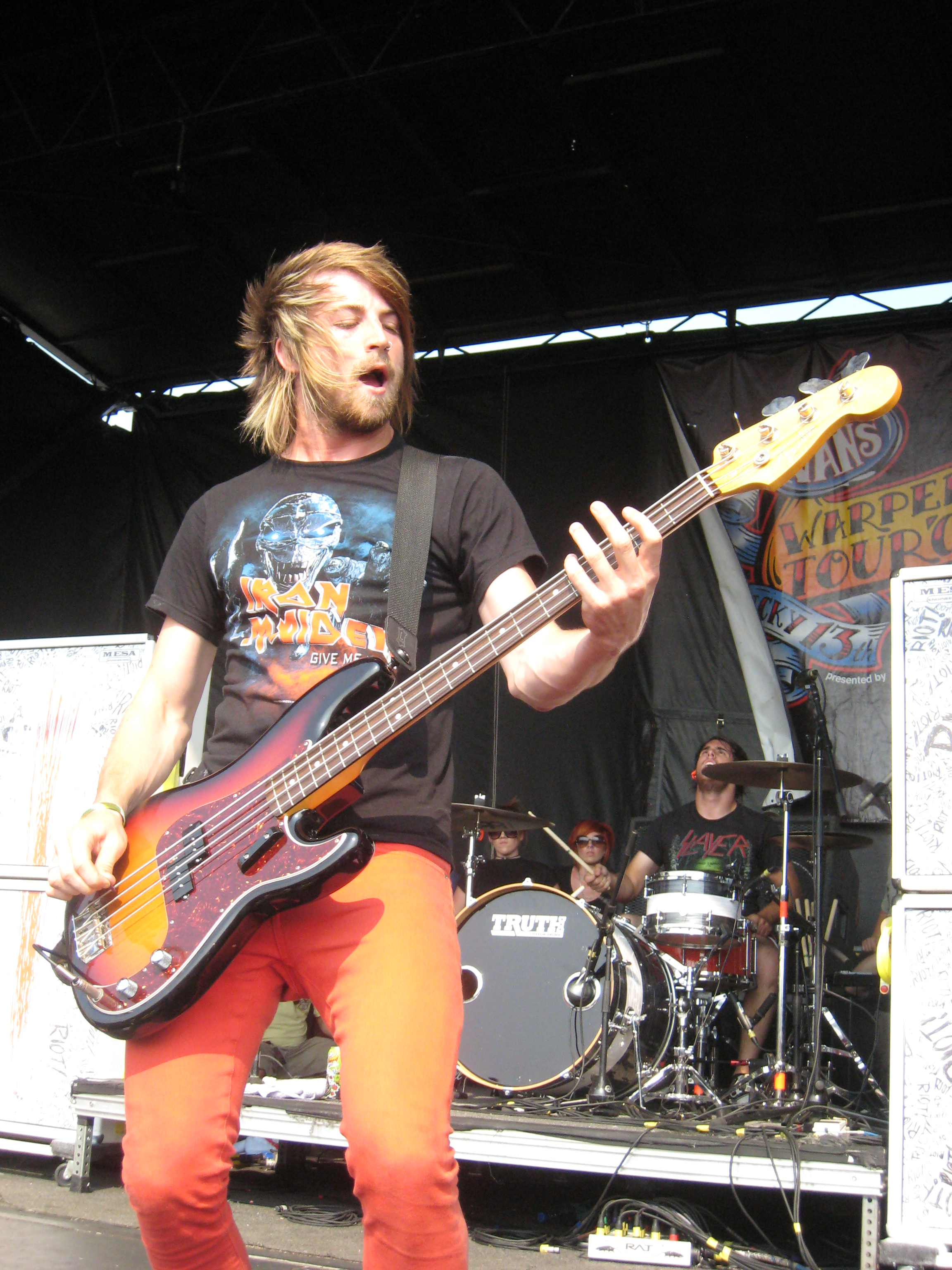
Bassist Jeremy Davis en drummer Zac Farro in 2007

Tijdens de zomer van 2006 speelde Paramore een deel van de Warped Tour, vooral op de Volcom en Hurley Stages, en hun eerste avond op de Main Stage was op een dag in hun thuisplaats, namelijk Nashville. Een van hun eerste Amerikaanse hoofdtournees begon op 2 augustus 2006, met uitverkochte kaartjes en als support acts This Providdence, Cute Is What We Aim For en Hit the Lights op hun laatste show in Nashville. Dat jaar stemde mensen voor Paramore als de "Best New Band", en werd Hayley Williams door de lezers van het Britse Magazine Kerrang! gestemd tot "No. 2 Sexiest Female".
In 2007 verliet Hunter Lamb de groep omdat hij ging trouwen. Paramore ging verder als een kwartet. Paramore werd toen als een band benoemd waar je op moest letten voor hun "New Noise 2007"-artikel.
Paramore was nog een keer 'featured' bij het magazine Kerrang!, maar Hayley Williams vond dat het artikel geen goed portret was van de band, omdat er vooral gefocust werd op haar als hoofdonderdeel van de band. Daarna liet Hayley weten in een post van de LiveJournal van de band dat ze "het ook gedaan zouden kunnen hebben zonder een cover-artikel. Dat het ze spijt als het iemand van Kerrang! Beledigd maar niet denkt dat er ook maar iets van waarheid in dat artikel stond". In april werd Hayleys zang 'featured' in "Then Came To Kill" door The Chariot. Verder waren ze een hoofdact in een tour met This Providence, The Almost en Love Arcade in 2007.

### 2007-08: Riot!
Paramore begon met het opnemen van hun tweede album, Riot!, in januari 2007, en eindigde de productie in maart. Zonder Hunter Lamb moest de leadgitarist Josh Farro beide gitaaronderdelen spelen voor het album. Taylor York, die al eerder in een band met de broers Farro gezeten had voordat ze Hayley Williams ontmoet hadden, sloot zich aan bij de band als vervanging voor Hunter Lamb. Nadat de producers Neal Avrond en Howard Benson in de gunst probeerden te komen bij Paramore, koos Paramore er uiteindelijk voor om Riot! Op te nemen met de New Jersey-producer David Bendeth (Your Vegas, Breaking Benjamin) en brachten ze het album uit op 12 juni 2007. Riot! Kwam binnen op de Billboard 200-hitlijst op nummer 20, de UK-hitlijst op nummer 24, en verkocht 44.000 exemplaren in de eerste week in de Verenigde Staten. De naam Riot! Werd gekozen omdat het "een plotselinge uitbarsting van ongecontroleerde emotie" betekent en het was een woord dat "het allemaal in zich had". De eerste single van het album, uitgegeven op 21 juni 2007, genaamd "Misery Business" is volgens Hayley Williams "eerlijker dan alles wat ze geschreven heeft en de jongens matchten die emotie met hun muziek". In de zomer van 2007 deed Paramore voor de derde keer mee aan de Warped Tour, en postte verslagen van hun trip op de yourhereblog voor/van MTV.
Hun muziekvideo voor "Crushcrushcrush" was op 11 oktober 2007 hun televisiedebuut op de televisie van de Verenigde Staten als de volgende single van Riot!. De video bevatte de band, optredend in een verlaten woestijn, terwijl ze begluurd werden, en later vernietigde ze hun spullen. De single werd in de Verenigde Staten uitgebracht op 19 november 2007, en werd beschikbaar in het Verenigd Koninkrijk op 12 november 2007. Hayley Williams heeft zang opgenomen voor de nummers "The Church Channel" en "Plea" voor het Say Anything-conceptalbum "in Defense of the Genre", dat werd uitgebracht op 23 oktober 2007. De groep gaf op 29 november 2007 een live optreden in akoestische stijl in Boston, voor radiozender NFX. Op 31 december 2007 trad Paramore op op het MTV New Year's Eve-programma, dat duurde van 23:30 tot en met 1:00 's nachts.
Paramore was een aanbevolen band op de cover van de uitgave van februari 2008 van de Alternative Press, en werd gestemd tot "Best Band Of 2007" door de lezers. De band werd genomineerd voor "Best New Artist" op de 50th Annual Grammy Awards, dat gepresenteerd werd op 10 februari 2008, maar verloor dit van Amy Winehouse. Aan het begin van 2008 toerde Paramore in het Verenigd Koninkrijk, samen met New Found Glory, Kids in Glass Houses en Conditions. Begin februari 2007 begon de band een tour in Europa, maar kondigde op 21 februari 2008 aan dat de band zes optredens annuleerde vanwege persoonlijke problemen. Hayley schreef op de website van de band dat "de break de band een kans zou geven om even weg te kunnen en persoonlijke problemen op te lossen". MTV.com rapporteerde dat de fans van Paramore aan het speculeren waren over de toekomst van de band en rapporteerde geruchten over problemen die eerder die maand al begonnen waren toen Josh Farro zijn boosheid liet merken over de focus van de media op Hayley Williams. Toch ging de band terug naar hun thuisplaats, om muziek op te nemen voor de vierde single "That's What You Get", die uitgebracht werd op 24 maart 2008.
In april en mei 2008 toerde Paramore door de Verenigde Staten samen met de band Jimmy Eat World. De band was een hoofdact bij het festival Give It A Name in het Verenigd Koninkrijk op 10 en 11 mei 2008 en speelde hun eerste show in Ierland bij de RDS in Dublin op 2 juni 2008, gevolgd door de 2008 Vans Warped Tour van 1 tot en met 7 juli.
Van 25 juli tot en met 1 september begon Paramore aan een tour genaamd "The Final Riot!". Op deze tour trad de band op met een stuk van Leonard Cohens "Hallelujah". Op 2 september 2008 bracht Paramore een collaboration hoodie op de markt samen met Hurley Clothing, gebaseerd op het album Riot!. Alle inkomsten gingen naar de Love146 foundation.
Op 25 november bracht de band een livealbum uit, genaamd The Final Riot! Bij dit album kwam ook een bonus-dvd met een volledig concert gefilmd in Chicago, samen met een documentaire met beelden achter de schermen. Op 9 april 2009 kreeg de band in de Verenigde Staten een gouden plaat voor The Final Riot!.

### 2009-10: Brand New Eyes, verandering van de opstelling

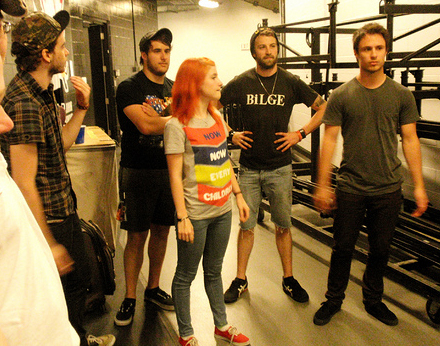
Paramore in 2009 tijdens het maken van het album Brand New Eyes.

In januari 2009 vertelde Josh Farro aan het magazine Kerrang! dat ze gaan proberen het album op te nemen in Nashville. "Ik denk dat het daar schrijven van het album ons zal inspireren en als we het album dan ook daar op kunnen nemen zal het een stuk makkelijker zijn aangezien we gewoon in ons eigen bed kunnen slapen in plaats van in het hotel, zoals de overige 300 dagen in het jaar. We weten nog niet zeker wie het album gaat produceren. We deden 'Decode' met de producent Rob Cavallo, wat een goede ervaring was, maar we zijn aan het kijken en we willen geen keuze maken voordat we een aantal nummers hebben en we weten waar we naar zoeken. We houden echt van ons live-geluid en we willen een producent die dat echt vast kan houden." Paramore schreef en maakte hun derde album Brand New Eyes af in het begin van 2009. Het eerste nummer van het album was "Ignorance" en werd uitgebracht op 7 juli 2009. Paramore was een special guest samen met Bedouin Soundclash, The sounds en Janelle Monae op de No Doubt Summer Tour 2009, die begin in mei 2009 in open (outdoor) amfitheaters en arena's verspreid door de Verenigde Staten en Canada. De officiële music video voor "Ignorance" ging live op alle MTV-platforms, netwerken en websites op 13 augustus 2009. In de herfst van 2009 ging Paramore samen met Paper Route en The Swellers op tour om Brand New Eyes te promoten. Een aantal tourdata werden afgezegd omdat Hayley Williams een keelontsteking kreeg. De singles van het album die volgden waren "Brick By Boring Brick", "The Only Exception", "Careful" en "Playing God". Om het album te promoten nam de band een optreden op voor MTV Unplugged.
Na dit optreden speelde Paramore een tour van 15 dagen die volledig uitverkocht was, dit in samenwerking met You Me At Six, Paper Route en Now Now Every Children. Het hoogtepunt van deze tour was een optreden bij London's Wembley Arena, voor een publiek van 12.500 mensen. In 2010 gaf de band een optreden bij het Australian Soundwave Festival, samen met bands als Faith No More, Placebo, You Me At Six, All Time Low, Jimmy Eat World en Taking Back Sunday. Kort voor de tour liet de leadgitarist Josh Farro weten dat hij verloofd was en achter zou blijven om het huwelijk te plannen. Justin York, de broer van Taylor York, nam zijn plaats in voor die tour. De band, met Farro terug in de band, begonnen in laat april een lentetournee in de Verenigde Staten. Verder was Paramore een support bij de optredens van Green Day's Stadium Tour in Dublin en Parijs.
De band had een hoofdact in de 2010 Honda Civic Tour, die begon op 23 juli in Raleigh NC, en eindigde op 19 september in Anaheim, CA. Na een korte tournee door het Verenigd Koninkrijk in november 2010 liet de band op 2 december 2010 de officiële data weten voor een Zuid-Amerikaanse tournee, die plaats zou vinden tussen februari en maart 2011. De band zou na deze tour in 2011 een pauze nemen om hun vierde studioalbum te schrijven.
Op 18 december 2010 kwam er een bericht dat Josh en Zac de band verlieten. De band gaf ook aan dat de Zuid-Amerikaanse tour wel zou doorgaan. Josh Farro schreef een bericht op zijn weblog waarop hij claimde dat de band een gefabriceerd product zou zijn van een grote platenmaatschappij. Hij beschuldigde Hayley Williams ervan gemanipuleerd te worden door haar management, en de rest van de groep zou behandelen als haar soloproject, en claimde dat ze het enige lid van de band was die ingeschreven was bij Atlantic Records, terwijl de rest van de band alleen maar "mee zouden rijden op het spoor van haar droom". Op 30 december 2010 interviewde MTV News Hayley Williams, Taylor York en Jeremy Davis in Franklin, Tennessee vanwege hun reactie richting wat Farro geschreven had. Het interview werd op 7 januari 2011 gelanceerd op MTV.com onder de naam "Paramore: The Last Word". Terwijl de band veel van Farro's verklaringen bevestigde; Hayley was inderdaad het enige bandlid ingeschreven bij Atlantic Records, zeiden ze dat die verklaring irrelevant was, en voegde toe dat ze over veel van deze verklaringen al gesprekken gehad hadden tijdens de loop van hun carrière. 

### 2011-12: Singles Club
Hayley Williams zei, op 10 januari 2011, tijdens een interview met MTV, dat de band, ondanks het verlies van twee van hun bandleden die er vanaf het begin al bij waren, ze toch nieuwe muziek zouden uitbrengen in 2011. Hierbij gaven ze niet aan of het een volledig album zou zijn of maar een klein aantal nummers. De zangeres gaf ook toe dat de stijl van Paramore waarschijnlijk iets zou veranderen met hun nieuwe instelling, maar vertelde wel dat de band trouw zou blijven aan hun signature sound. De band ging de studio in na het terugkeren van hun South American Tour, om een aantal nummers op te nemen die uitgebracht werden tijdens de zomer, voorafgaan aan hun vierde volledige album. Een van de nummers was "In the Mourning", die Hayley als eerste uitbracht op haar Tumblrpagina. Later bevestigde de band dat ze samen met producent Rob Cavallo een studio in Los Angeles in gingen om hun volgende album op te nemen.
Op 3 juni 2011 bracht Paramore de single "Monster" uit, die uitkwam op de Transformers: Dark of the Moon-soundtrack op YouTube. Dit was het eerste nummer dat de band uitbracht zonder de broers Farro.
Op 9 juni 2011 liet Hayley weten dat ze begonnen waren aan het schrijven van hun vierde album, waarvan ze hoopten dat ze konden beginnen met opnemen aan het einde van het jaar, zodat hij begin 2012 uitgebracht kon worden. Op 5 september 2011 bevestigde Hayley dat er nog een nummer uitgegeven zou worden, namelijk "Renegade", die samen met "Monster" was opgenomen.
Op 11 oktober 2011 vertelde Paramore dat ze een nieuw nummer zouden uitbrengen voor alle resterende maanden van 2011. De band begon de Singles Club op hun website, die de fans de kans gaf om de singles te kopen zodra ze uitkwamen, omdat ze alleen via de Singles Club uitgebracht werden en daarom dus niet te koop waren op iTunes of in winkels. Een nummer genaamd "Renegade" kwam uit op de dag van de aankondiging, gevolgd door "Hello Cold World" op 7 november en "In the Mourning" op 5 december.  

### 2013-2016: Paramore
Op 18 april 2012 liet Hayley Williams weten dat Justin Meldal-Johnsen de producer zou worden van hun vierde album. Ilan Rubin (Lostprophets, Angels & Airwaves en Nine Inch Nails) zou de drummer worden tijdens het opnemen van het album. Paramore (album) werd officieel uitgebracht op 5 april 2013, en bereikte nummer 1 op de Amerikaanse albumhitlijst Billboard 200. Het eerste nummer van het album, genaamd "Now", werd uitgebracht op 22 januari 2013, en hun tweede single "Still Into You" werd uitgebracht op 14 maart 2013. Deze werd een commercieel succes. Hun derde single, "Daydreaming" werd uitgegeven op 2 december 2013. Het vierde nummer van het album, "Ain't It Fun", werd uitgebracht op 4 februari 2014 en was het nummer dat het hoogste in in de VS hitlijsten kwam. Paramore stond op 14 juni 2013 op het hoofdpodium van Pinkpop. Het was voor hun het grootste publiek tot op heden in Nederland waar ze voor hebben opgetreden.

### 2016 - nu: After Laughter
In begin van 2017 kwamen de eerste berichten naar buiten dat Paramore bezig is met een nieuw album. Op 19 april kwam het nummer 'Hard Times' uit. Het eerste nummer van het nieuwe album. Kort daarna werd bekendgemaakt dat het nieuwe album After Laughter ging heten. Het album heeft een jaren '90 popsound. Dit viel niet bij veel fans in de smaak. Het tweede nummer 'Told You So' werd uitgebracht op 3 maart. Hierin zingt Williams over de moeilijke keuzes die ze moest maken in de band. Het album zelf werd 12 maart uitgebracht. Op dit album is gitarist Taylor York samen met Meldal-Johnsen producent. De band begon de tour in Europa. Op 25 maart stond de band in een uitverkocht 013 (poppodium) in Tilburg. Op dit album is drummer Zac Farro weer te horen, die de band verliet in 2010 maar terugkeerde in 2016. Hij is een grote invloed van de sound van dit album. Op 16 januari gaf Paramore opnieuw een concert in Nederland, met dezelfde tour, toen in AFAS Live. 

## Bandleden

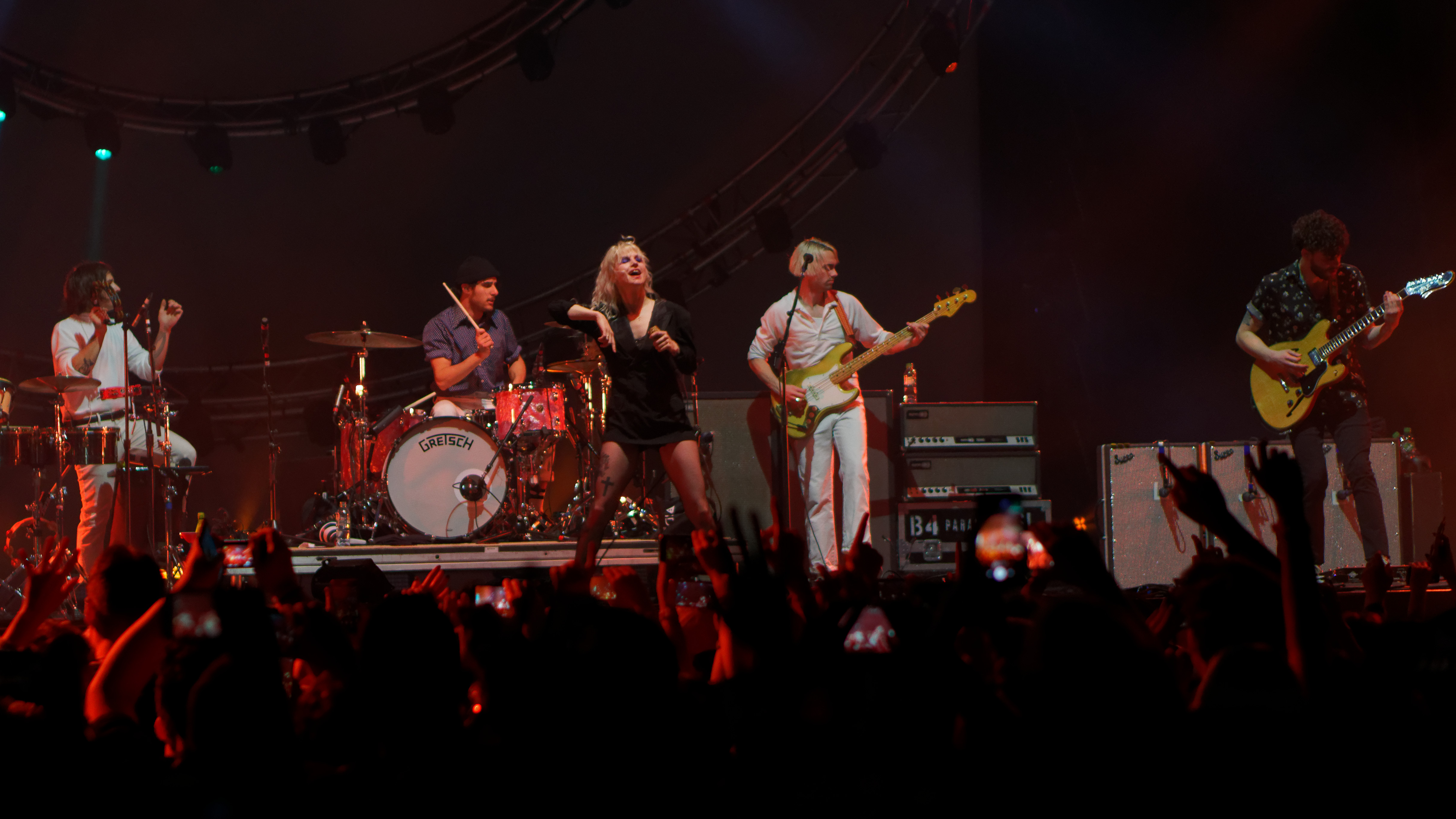
Paramore live in het The O2 (Londen) op vrijdag 12 januari 2018

- Hayley Williams (27 december 1988)
- Josh Farro (29 september 1987) - oud lid
- Jeremy Davis (8 februari 1985) - oud lid
- Zac Farro (4 juni 1990)
- Taylor York (17 december 1989)

Op 18 december 2010 werd bekendgemaakt dat drummer Zac Farro en gitarist Josh Farro de band gingen verlaten. Deze mededeling op hun officiële website bleek later zonder toestemming te zijn geplaatst door Hayley Williams. De Farro's plaatsten zelf ook een bericht op hun eigen website, waarin ze uitlegden dat ze niet alleen uit de band waren gestapt omdat ze hun familie zo weinig zagen, maar dat Hayley Williams hierin ook een grote rol had gespeeld. Zij stond altijd in de 'front'.
Via Facebook (15 december 2015) maakte Paramore bekend dat bassist Jeremy Davis de band verlaat. Met een uitleg vertelden de overgebleven bandleden dat ze het jammer vinden dat hij de band verlaat omdat hij een enorme steun geeft aan de rest van de bandleden, maar ook de fans. Ook in de uitleg stond dat Davis zijn eigen muziek wil maken. Davis klaagde de band in 2016 aan voor het niet betalen voor tekstschrijven credits en betaling van een beloning van de tour. Davis geeft aan dat hij meer had moeten krijgen dan wat hij heeft gekregen. Paramore en Davis zijn uiteindelijk akkoord gegaan met een schikking. 
Op 2 februari 2017 werd door Paramore zelf bekendgemaakt dat drummer Zac Farro officieel terugkeert bij de band. Het was al bekend dat hij meewerkte aan het nieuwe album van Paramore, After Laughter .

## Discografie

### Albums

#### Studioalbums
- All We Know Is Falling (2005)
- Riot! (2007)
- Brand New Eyes (2009)
- Paramore (2013)
- After Laughter (2017)
- This Is Why (2023)

#### Ep's
- The Summer Tic EP (2006)
- 2010 Summer Tour EP (2010)
- The Only Exception (2010)
- The Holiday Sessions (2013)

#### Boxen
- Singles Club (2011)

| Album met eventuele hitnotering(en) in de Nederlandse Album Top 100 | Datum van verschijnen | Datum van binnenkomst | Hoogste positie | Aantal weken | Opmerkingen |
| ------------------------------------------------------------------- | --------------------- | --------------------- | --------------- | ------------ | ----------- |
| All we know is falling                                              | 2005                  | -                     |                 |              |             |
| Riot!                                                               | 03-08-2007            | 01-03-2008            | 61              | 2            |             |
| Brand new eyes                                                      | 25-09-2009            | 03-10-2009            | 23              | 5            |             |
| Paramore                                                            | 09-04-2013            | 13-04-2013            | 18              | 1*           |             |

| Album met hitnotering(en) in de Vlaamse Ultratop 200 albums | Datum van verschijnen | Datum van binnenkomst | Hoogste positie | Aantal weken | Opmerkingen |
| ----------------------------------------------------------- | --------------------- | --------------------- | --------------- | ------------ | ----------- |
| Riot!                                                       | 2007                  | 10-05-2008            | 59              | 13           |             |
| Brand new eyes                                              | 2009                  | 10-03-2009            | 20              | 9            |             |
| Paramore                                                    | 2013                  | 13-04-2013            | 74              | 1*           |             |

### Singles
| Single met eventuele hitnotering(en) in de Nederlandse Top 40 | Datum van verschijnen | Datum van binnenkomst | Hoogste positie | Aantal weken | Opmerkingen                               |
| ------------------------------------------------------------- | --------------------- | --------------------- | --------------- | ------------ | ----------------------------------------- |
| Misery Business                                               | 06-01-2008            | 09-02-2008            | 28              | 4            | Nr. 56 in de Single Top 100 / Alarmschijf |
| That's What You Get                                           | 18-04-2008            | 17-05-2008            | tip8            | -            |                                           |
| Decode                                                        | 01-10-2008            | 01-12-2008            | tip12           | -            | Soundtrack Twilight                       |
| Ignorance                                                     | 07-07-2009            | 29-08-2009            | tip14           | -            |                                           |
| Brick by Boring Brick                                         | 23-11-2009            | 09-01-2010            | tip2            | -            | Nr. 95 in de Single Top 100               |
| The Only Exception                                            | 17-02-2010            | 27-03-2010            | tip8            | -            |                                           |
| Ain't It Fun                                                  | 04-02-2014            | 07-09-2013            | tip17           | -            |                                           |
| Hard Times                                                    | 19-04-2017            | 06-05-2017            | tip9            | -            |                                           |

| Single met hitnotering(en) in de Vlaamse Ultratop 50 | Datum van verschijnen | Datum van binnenkomst | Hoogste positie | Aantal weken | Opmerkingen         |
| ---------------------------------------------------- | --------------------- | --------------------- | --------------- | ------------ | ------------------- |
| Misery Business                                      | 2008                  | 12-04-2008            | tip14           | -            |                     |
| Decode                                               | 2008                  | 20-12-2008            | tip3            | -            | Soundtrack Twilight |
| Ignorance                                            | 2009                  | 03-10-2009            | tip10           | -            |                     |
| Brick by Boring Brick                                | 2009                  | 26-12-2009            | tip16           | -            |                     |
| Now                                                  | 2013                  | 23-02-2013            | tip70           | -            |                     |
| Still Into You                                       | 2013                  | 27-04-2013            | tip60           | -            |                     |
| Hard Times                                           | 2017                  | 06-05-2017            | tip             | -            |                     |
| Rose-Colored Boy                                     | 2018                  | 14-04-2018            | tip             | -            |                     |